# Suché zvlákňování
Suché zvlákňování (angl.: dry spinning, něm.: Trockenspinnverfahren) je technologie výroby vláken, při které se protlačuje tekutá vláknina tryskami (Ø 0,2-0,4 mm) proti proudu horkého vzduchu do zvlákňovací komory. Těkavá látka, ve které byla vláknina rozpuštěna, se vypaří (kondenzuje a recykluje) a vláknina ztuhne zpravidla za současného dloužení filamentu.
Výrobní zařízení pracují s rychlostí do 1000 m/min. Oproti  mokrému zvlákňování je výroba suchým zvlákňováním dražší. Její hlavní výhody jsou: lepší orientace molekul a tím vyšší pevnost vláken a možnost zvlákňování polymerů s vysokou molekulární hmotností.
Vlastnosti vláken: Charakteristický je průřez ve tvaru psí kosti, drsnější povrch, tepelně izolační svchopnosti 
Suchým zvlákňováním se vyrábí většina elastických vláken, acetáty a část polyakrylů. 